# Lehendakaritza
La Presidencia del Gobierno Vasco (en euskera, Lehendakaritza) es el órgano supremo del Gobierno Vasco y el responsable de los asuntos del lendakari o presidente del Gobierno Vasco. Está integrado por los altos cargos del gabinete presidencial y lo componen los secretarios generales y directores generales nombrados por el mandatario vasco. Este departamento está dirigido por el propio lendakari.
La sede administrativa de la presidencia se encuentra en Vitoria, cerca de la residencia oficial del lendakari, el Palacio de Ajuria Enea.

## Estructura
Conforman la presidencia del Gobierno Vasco los altos cargos que integran el gabinete presidencial, tras ser nombrados por el lendakari, del que dependen directamente, y prestar ante él el siguiente juramento:

«Juro, por mi conciencia y honor, cumplir fielmente las obligaciones del cargo que asumo al servicio de Euskadi.»

En 2009, durante la toma de posesión del Gobierno presidido por Patxi López, los consejeros utilizaron la fórmula: 

«Juro/prometo por mi conciencia y honor cumplir fielmente las obligaciones del (cargo de consejero), cargo que cumpliré con lealtad a la Constitución y al Estatuto de Autonomía de Guernica, a las demás leyes vigentes, y al servicio de la ciudadanía vasca.»

Se dividen en dos categorías y disponen de un estatuto propio donde se recogen sus derechos y obligaciones como altos cargos del Gobierno Vasco. 

### Lendakari del Gobierno
- Dirección General de Secretaría
- Jefatura de Protocolo y Relaciones Institucionales

### Secretaría General de la Presidencia
- Dirección General de Comunicación
- Dirección General de Régimen Jurídico
- Dirección General de Coordinación
- Dirección General de Servicios
- Dirección General de Gobierno Abierto

### Secretaría General de Acción Exterior
- Dirección General de Relaciones Exteriores
- Dirección General de Asuntos Europeos
- Dirección General para la Comunidad Vasca en el Exterior

### Secretaría General de Derechos Humanos, Convivencia y Cooperación
- Dirección General de Víctimas y Derechos Humanos

## Sedes
La Presidencia del Gobierno Vasco dispone de tres sedes repartidas en diferentes territorios del País Vasco, con funciones diferenciadas entre cada una de ellas: Lehendakaritza, sede central administrativa de la presidencia del gobierno, el Palacio de Ajuria Enea, residencia oficial del lendakari y el Palacio de Artaza, destinado a actos protocolarios y residencia estival.

### Lehendakaritza

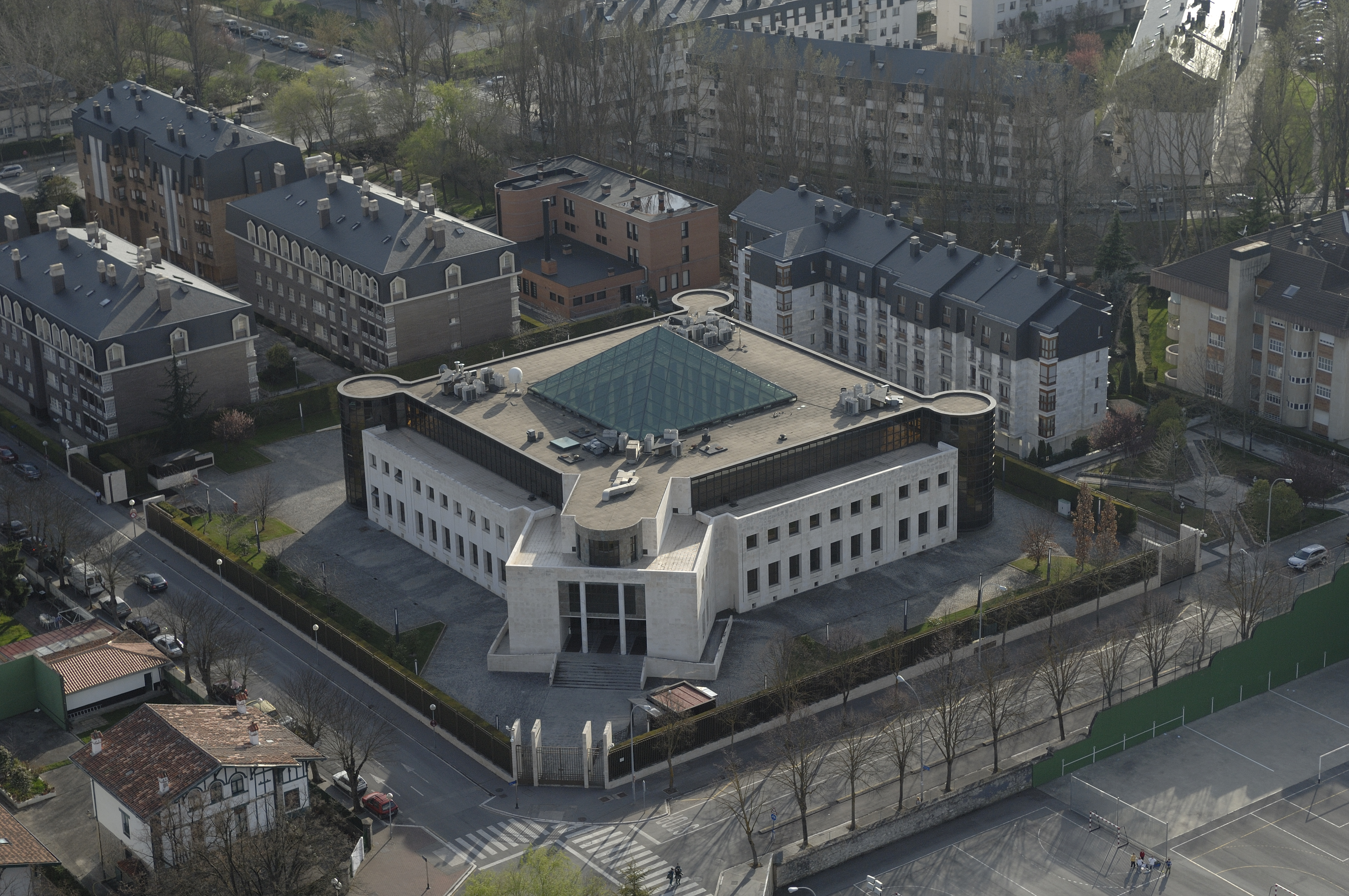
Vista aérea de Lehendakaritza

Situado en el exclusivo barrio de Mendizorroza, en Vitoria, el edificio de la Lehendakaritza fue construido en los años 80 para albergar las oficinas administrativas de la presidencia del Gobierno Vasco y el despacho de trabajo del lendakari.
La sede se erige en un gran edificio de planta cuadrada, construido con piedra caliza blanca y organizado alrededor de un patio interior, coronado por una gran pirámide de cristal. En su interior destacan los materiales nobles como el mármol y cuenta además con una gran colección de piezas de arte vasco e internacional. De organización jerárquica, es la última planta la que alberga los despachos de los altos cargos más significativos del gabinete presidencial.
Actualmente tienen lugar aquí la mayoría de actos y ceremonias organizados por la presidencia del gobierno, y alberga también comparecencias gubernamentales como la del seguimiento electoral. 
Por cuestiones de funcionalidad y seguridad, el despacho del lendakari en esta sede se encuentra conectado a través de un túnel subterráneo con el Palacio de Ajuria Enea.

### Palacio de Ajuria Enea

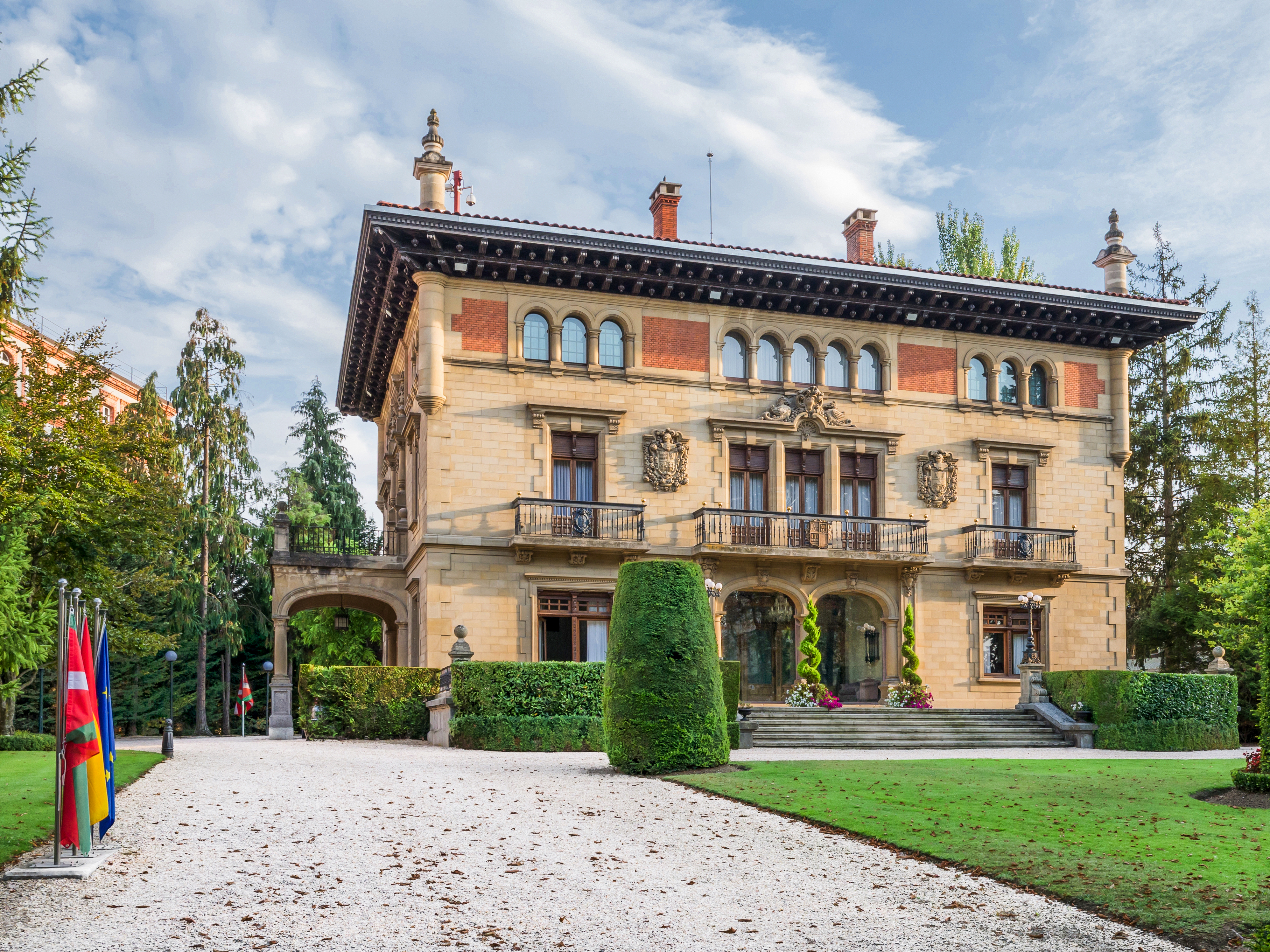
Palacio de Ajuria Enea

El Palacio de Ajuria Enea es el que constituye la residencia oficial del lendakari. Su nombre proviene de la separación en dos palabras de Ajuriaenea, denominación euskera que está compuesta por el apellido de la familia que construyó el palacio (los Ajuria) declinado en euskera en la forma del genitivo, viniendo a significar ‘de Ajuria’.
Su aspecto exterior presenta todos los elementos arquitectónicos del arte neovasco: doble arquería en la planta baja, tres ventanales centrales unificados con huecos balconados y elementos heráldicos en el primer piso, ventanas de arco de medio punto junto a los esquinales cilíndricos coronados en arbotantes de la planta superior, y un amplio alero acabado en bellos pináculos alzados hacia el cielo en la cubierta.
En la planta baja se encuentran situados los salones más majestuosos de la mansión, así como el comedor principal, y se utiliza como escenario para recepciones oficiales y actos solemnes del lendakari. La primera planta ocupa los despachos y salas de reuniones del primer mandatario, mientras que la segunda planta se reserva para la residencia presidencial privada.

### Palacio de Artaza

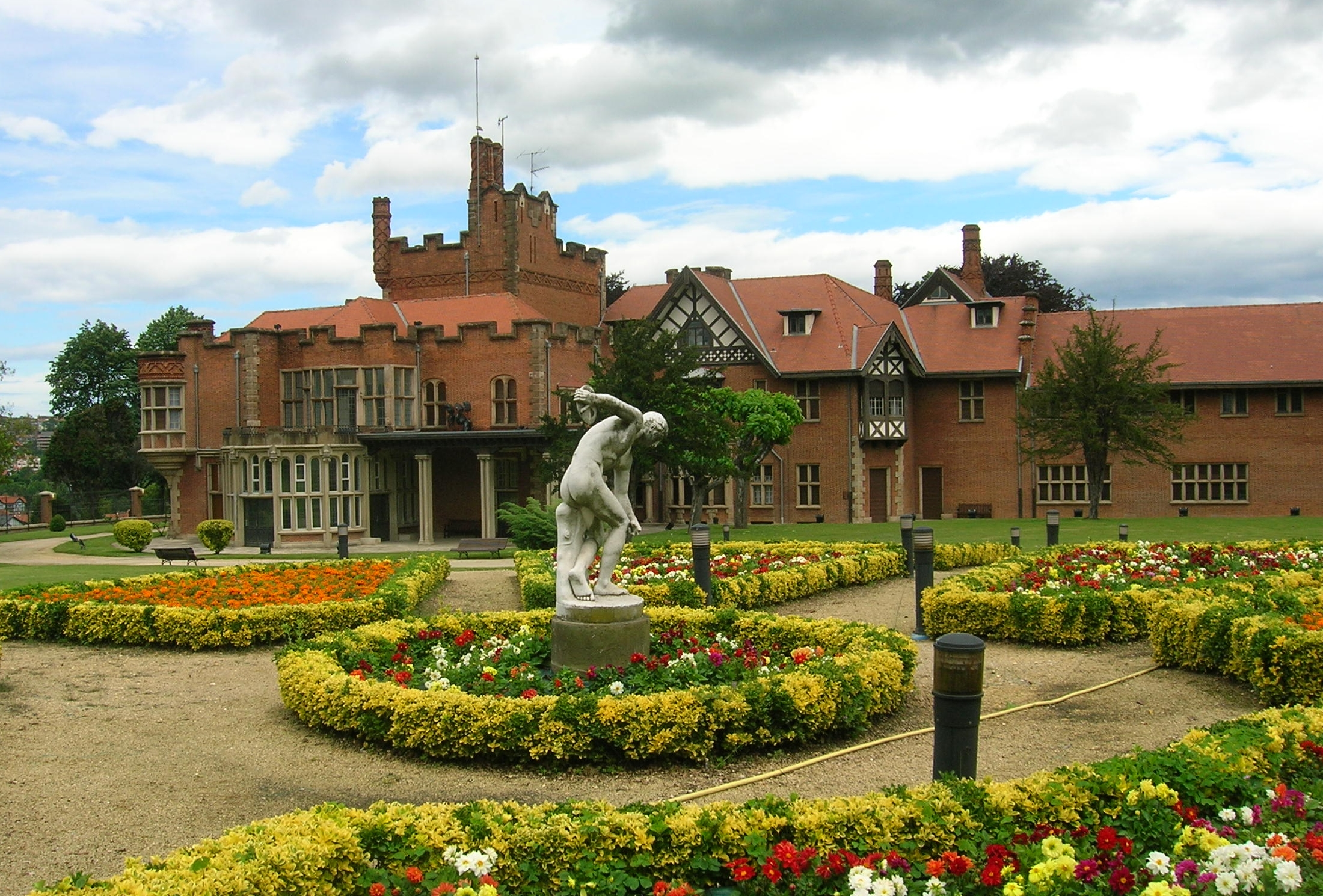
Fachada trasera del Palacio de Artaza

El Palacio de Artaza, inaugurado en el año 1928, fue adquirido por el Gobierno Vasco en los años 90 y es utilizado actualmente para grandes recepciones, banquetes y celebración de reuniones solemnes. Diseñado por Manuel María Smith Ybarra, se encuentra ubicado en un solar de más de 300 000 m² a escasa distancia del barrio de Neguri y de las playas de Guecho. En su interior destaca el gran trabajo de marquetería, materiales exclusivos como el mármol negro o las grandes lámparas palaciegas de bronce y plata, además de las obras de arte que decoran las más de 30 estancias del Palacio.
Ocasionalmente es utilizado como residencia estival del Lendakari.

## Representación exterior
El Gobierno Vasco dispone de diversas delegaciones establecidas a lo largo del mundo para el desarrollo de su política exterior. Todas ellas dependen de la Secretaría General de Acción Exterior y, por lo tanto, de Lehendakaritza. Los delegados de Euskadi en estos países son nombrados por la Presidencia del Gobierno Vasco y son los encargados de ejecutar la política de acción exterior del País Vasco en los territorios en los que se encuentran.
Actualmente Euskadi posee delegaciones en diversos países de Europa, América Latina y Estados Unidos, así como una delegación ante la Unión Europea en Bruselas.

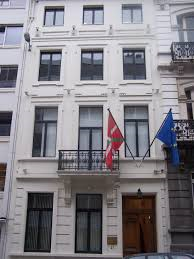
Delegación de Euskadi en Bruselas
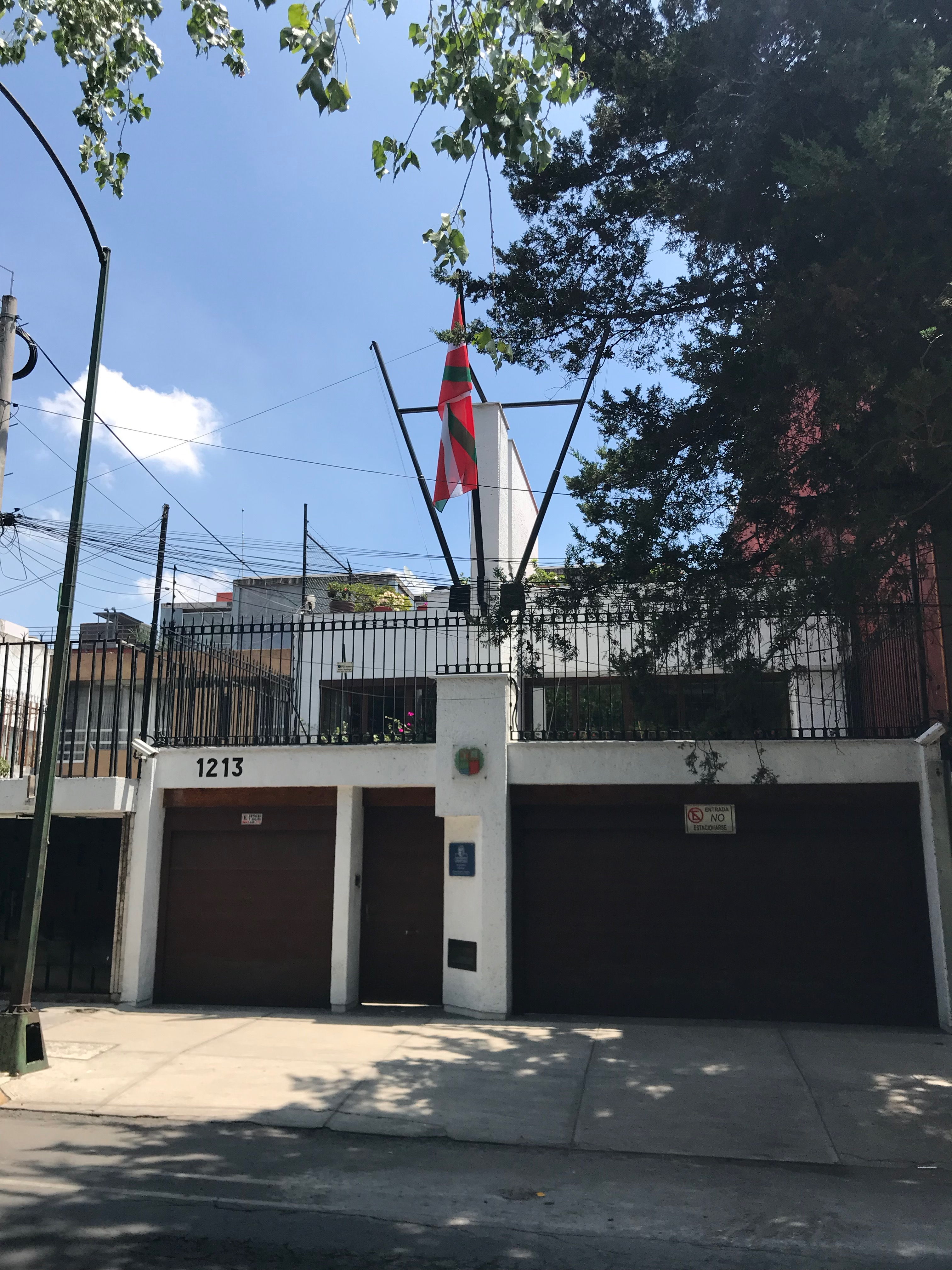
Delegación de Euskadi en la Ciudad de México